# Westerveld
Westerveld  è una municipalità dei Paesi Bassi di 19 332 abitanti situata nella provincia di Drenthe.
Creata il 1º gennaio 1998, il suo territorio è stato definito dall'unione  delle ex-municipalità di Diever, Dwingeloo, Havelte e Vledder e parte del territorio di Beilen e Ruinen.